# Damoh
Damoh är en stad i den indiska delstaten Madhya Pradesh och är centralort i ett distrikt med samma namn. Folkmängden uppgick till 125 101 invånare vid folkräkningen 2011, med förorter 147 661 invånare.